# Giraffidae

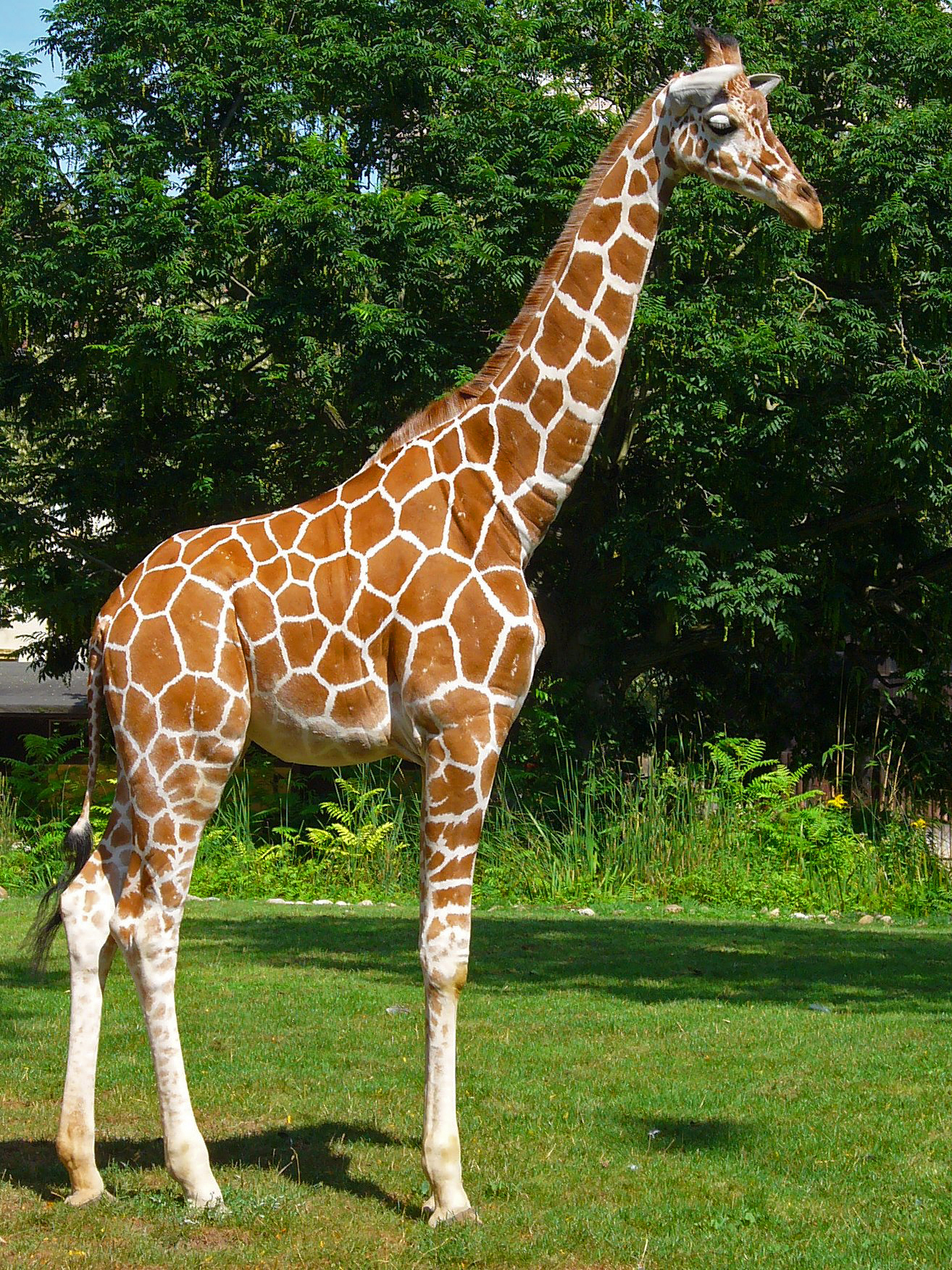
Jirafa reticulada (Giraffa camelopardalis).

Los jiráfidos (Giraffidae) son una familia de mamíferos artiodáctilos que incluye dos especies actuales, distribuidas en África: la jirafa y el okapi.
Constituyen una familia de rumiantes que presentan un revestimiento de piel en los cuernos, los cuales son muy duraderos.  No presentan caninos superiores, como tampoco falsas pezuñas laterales.

## Géneros y especies
La familia incluye dos o tres subfamilias y 24 géneros, algunos dudosos. En la actualidad solo sobreviven dos géneros, cada uno con una especie viva.

|  | Antilocapridae |
|  |                |
|  | Giraffidae     |
|  |                |

|  | Cervidae                                              |
|  |                                                       |
|  | \| \| Bovidae \| \| \| \| \| \| Moschidae \| \| \| \| |
|  |                                                       |
|  | Bovidae                                               |
|  |                                                       |
|  | Moschidae                                             |
|  |                                                       |

|  | Bovidae   |
|  |           |
|  | Moschidae |
|  |           |

|  | Antilocapridae |
|  |                |
|  | Giraffidae     |
|  |                |

|  | Cervidae                                              |
|  |                                                       |
|  | \| \| Bovidae \| \| \| \| \| \| Moschidae \| \| \| \| |
|  |                                                       |
|  | Bovidae                                               |
|  |                                                       |
|  | Moschidae                                             |
|  |                                                       |

|  | Bovidae   |
|  |           |
|  | Moschidae |
|  |           |

|  | Antilocapridae |
|  |                |
|  | Giraffidae     |
|  |                |

|  | Cervidae                                              |
|  |                                                       |
|  | \| \| Bovidae \| \| \| \| \| \| Moschidae \| \| \| \| |
|  |                                                       |
|  | Bovidae                                               |
|  |                                                       |
|  | Moschidae                                             |
|  |                                                       |

|  | Bovidae   |
|  |           |
|  | Moschidae |
|  |           |

|  | Antilocapridae |
|  |                |
|  | Giraffidae     |
|  |                |

|  | Cervidae                                              |
|  |                                                       |
|  | \| \| Bovidae \| \| \| \| \| \| Moschidae \| \| \| \| |
|  |                                                       |
|  | Bovidae                                               |
|  |                                                       |
|  | Moschidae                                             |
|  |                                                       |

|  | Bovidae   |
|  |           |
|  | Moschidae |
|  |           |

- ORDEN ARTIODACTYLA
  - Suborden Ruminantia
    - Infraorden Pecora
      - Superfamilia Giraffoidea
        - Familia Giraffidae
          - Géneros basales
            - ?Injanatherium †
            - ?Propalaeomeryx †

          - Subfamilia †Sivatheriinae
            - Birgerbohlinia †
            - Bramatherium †
            - Decennatherium †
            - Helladotherium †
            - Hydaspitherium †
            - Karsimatherium †
            - Sivatherium (sivaterios) †
            - Vishnutherium †

          - Subfamilias Giraffinae y Palaeotraginae (varios géneros disputados)
            - Bohlinia †
            - Csakvarotherium †
            - Giraffa
              - Giraffa priscella †
              - Giraffa punjabiensis †
              - Giraffa sivalensis †
              - Giraffa attica †
              - Giraffa stillei †
              - Giraffa gracilis †
              - Giraffa pygmaea †
              - Giraffa jumae †
              - Giraffa camelopardalis (jirafa actual)

            - Giraffokeryx †
            - Honanotherium †
            - Libytherium †
            - Macedonitherium †
            - Mitilanotherium †
            - Okapia
              - Okapia johnstoni (okapi)

            - Palaeogiraffa? †
            - Palaeotragus †
            - Praepalaeotragus †
            - Progiraffa †
            - Samotherium †
            - Shansitherium †
            - Sogdianotherium †
            - Umbrotherium †